# Гончаренко Юрій Борисович
Юрій Борисович Гончаренко (нар. 29 листопада 1962, Кіровоград (нині Кропивницький)) — український живописець. Член Національної спілки художників України (1990). Лауреат обласної премії в галузі архітектури, геральдики та вексилології і декоративно-прикладного мистецтва імені Якова Паученка (2010).

## Біографічні відомості
У 1985-му закінчив Дніпропетровське художнє училище (викладачі О. Ніколенко, В. Хворост). У 2002-му — Кіровоградський педагогічний університет. Упродовж 1986—1995 рр. працював у виробничих майстернях Художнього фонду. З 1996–го — науковий співробітник художньо-меморіального музею О. Осьмьоркіна. З 1998–го — заступник директора з наукової роботи. З 2002–го — художник музею.
Учасник республіканських та всеукраїнських мистецьких виставок, в тому числі й персональних у Кіровограді (1996) та Львові (1997).
Для творчості характерні декоративність, знаковість, символізм.
Роботи зберігаються у музеях Кропивницького.

## Вибрана творчість
- «Старі дворики Варни» (1987);
- «Музики» (1989);
- «Яблучний Спас» (1995);
- «Народження» (1997);
- «Дерево життя» (1997);
- «Джерело живої води» (1998);
- «Крокове колесо» (1999);
- «Сонячне Різдво» (2001);
- «Золота Баба» (2002);
- «Коло Сварога» (2004);
- «Гривневе дерево» (2006).